# Julián Zucchi
Guillermo Julián Zucchi (Necochea, Buenos Aires, 29 de diciembre de 1983) es un actor, cantante y productor de cine argentino radicado en Perú. 
Fue reconocido por haber integrado el grupo musical Parchís (en su formación argentina, en los años noventa) y haber sido el protagonista de la película cómica Sí, mi amor y de las secuelas ¿Nos casamos? Sí, mi amor y ¿Ahora somos 3? Sí, mi amor.

## Biografía
Guillermo Julián Zucchi nació el 29 de diciembre de 1983 en la ciudad de Necochea, provincia de Buenos Aires, Argentina.
Comenzó su carrera artística a los doce años, cuando se integra al grupo musical Parchís (o Parchís Argentinos), que sería la adaptación del conjunto original español del mismo nombre, el cual debutó de manera oficial en la serie argentina infantil Los chicos vienen cantando en 1996. Años más tarde, se muda a la capital peruana, Lima, junto a ellos y fue parte del programa televisivo Vacaciones con Parchís, por la señal de América Televisión, en 1998. Tras el final del espacio, volvió a su país natal y años más tarde formaría por breve tiempo el conjunto Sábado.[cita requerida]
No fue hasta el año 2009, cuando Zucchi se une musical y amorosamente con el cantautor Martín Terrone para formar el dúo Jaime La Musike (conocido por su siglas JLM), y ambos interpretaron la versión del tema musical «Y se llama Perú», del compositor Augusto Polo Campos, en 2011, para su álbum Homenaje a Perú. Tras el éxito del proyecto, oficializó su radicación en el dicho país al año siguiente y más tarde ingresa al programa de telerrealidad Combate en el rol de competidor. En ese espacio, conocería a la actriz y productora peruana Yiddá Eslava, quien años después se convertiría en su pareja sentimental y consiguiente ruptura de vínculo con Martín Terrone. Además, Zucchi condujo el programa radial Zona seria, por Radio La Zona,[cita requerida] y desde 2012 conduce su programa web: #CosaSeria.
Tras no ser renovado en Combate, Zucchi debuta en la actuación teniendo un corto rol en la miniserie Solamente milagros a finales de 2013 y al año siguiente protagonizó la serie televisiva Promoción, como el adolescente de baja conducta Piero Rossi. Seguidamente, junto con Eslava, formaría parte del elenco del programa nocturno peruano Enemigos públicos, que sería conducido por el actor Aldo Miyashiro, como panelista. Años después, en 2017, lanzó el unipersonal Si, mi amor, el cual se convertiría en película bajo el mismo nombre, que fue estrenada en el año 2020, y, gracias a la popularidad de la trama, se renovó para las secuelas de 2022, con el nombre de ¿Nos casamos? Sí, mi amor, y 2024, como ¿Ahora somos 3? Sí, mi amor.
Además, concursó en el programa de telerrealidad de talentos El artista del año en 2018 sin éxito y participó como jurado del programa Yo soy allá por 2022. Produjo la película de misterio-cómica Soy inocente, volviendo a trabajar con Eslava, siendo ella la protagonista.[cita requerida] Tuvo una breve participación especial en la serie peruana De vuelta al barrio.
En el teatro, protagonizó con Natalia Salas la obra de teatro cómica Amor, tenemos que hablar, con la dirección de Christian Ysla, en el año 2022, y cofundó la productora Wallaz Producciones junto con Eslava.
En 2024 fue su pico de notoriedad cuando tras la separación de Eslava salieran a la luz audios donde él confianza su infidelidad con Priscila Mateo. Conflicto que escaló poniendo a Zucchi contra la prensa de espectáculos peruana, culminando con un vivo de la plataforma Instagram donde aparece en estado de ebriedad culpando a la prensa por quedarse sin trabajo. Finalmente Zucchi decidió desaparecer de la escena pública, poniendo así fin a su carrera mediática y su rivalidad con la prensa.
Pese a lo sucedido, Zucchi se enfocaría mayormente a su carrera artística y en ese año protagoniza la obra de comedia El divorcio junto a Melissa Paredes, interpretando a un hombre que tiene problemas conyugales con su esposa.

## Filmografía

### Televisión
| Año       | Título                     | Rol                 | Notas                                            | Canal                   | Ref.               |
| --------- | -------------------------- | ------------------- | ------------------------------------------------ | ----------------------- | ------------------ |
| 1996      | Los chicos vienen cantando | El Dado             | Parte del grupo Parchís Argentinos               | Canal 9 de Buenos Aires | [cita requerida]   |
| 1998-1999 | Vacaciones con Parchís     | El Dado             | Presentador y parte del grupo Parchís Argentinos | América Televisión      | [ 3 ] [ 4 ] [ 25 ] |
| 2012-2013 | Combate                    | Él mismo            | Competidor                                       | ATV                     | [ 7 ]              |
| 2013      | Solamente milagros         |                     | Rol principal                                    | América Televisión      | [ 9 ]              |
| 2013      | Los amores de Polo         | Mario Corano        | Rol principal                                    | América Televisión      | [ 9 ] [ 26 ]       |
| 2014      | Promoción                  | Piero Rossi         | Rol protagónico                                  | Panamericana Televisión | [ 10 ]             |
| 2014      | Enemigos públicos          | Él mismo            | Panelista                                        | Panamericana Televisión | [ 1 ]              |
| 2015      | Relatos para no dormir     | Él mismo            | Productor general                                |                         | [cita requerida]   |
| 2016-2017 | Un día en el mall          | Él mismo            | Presentador                                      | Willax Televisión       | [cita requerida]   |
| 2017      | De vuelta al barrio        | Juan Pablo Gallardo | Rol de invitado especial                         | América Televisión      | [ 17 ]             |
| 2018      | Cumbia pop                 | Rubén               | Rol de invitado especial                         | América Televisión      | [cita requerida]   |
| 2018      | El artista del año         | Él mismo            | Participante (eliminado)                         | América Televisión      | [ 27 ]             |
| 2022      | Yo soy kids                | Él mismo            | Jurado                                           | Latina Televisión       | [ 15 ]             |

### Cine
| Año  | Título                      | Rol                                              | Notas             | Ref.             |
| ---- | --------------------------- | ------------------------------------------------ | ----------------- | ---------------- |
| 2017 | Once machos                 | Julián (hincha del club de fútbol Los Diamantes) | Cameo             | [cita requerida] |
| 2020 | Sí, mi amor                 | Guille                                           | Rol protagónico   | [ 9 ]            |
| 2020 | Sí, mi amor                 | Él mismo                                         | Productor general | [ 12 ]           |
| 2022 | ¿Nos casamos? Sí, mi amor   | Guille                                           | Rol protagónico   | [ 12 ]           |
| 2022 | ¿Nos casamos? Sí, mi amor   | Él mismo                                         | Productor general | [ 12 ]           |
| 2023 | Soy inocente                | Él mismo                                         | Productor general | [cita requerida] |
| 2024 | ¿Ahora somos 3? Sí, mi amor | Guille                                           | Rol protagónico   | [cita requerida] |

### Radio
| Año       | Título     | Rol      | Notas   | Radio         | Ref.             |
| --------- | ---------- | -------- | ------- | ------------- | ---------------- |
| 2013-2014 | Zona seria | Él mismo | Locutor | Radio La Zona | [cita requerida] |
| 2015      | Cosa seria | Él mismo | Locutor | Studio 92     | [ 9 ]            |

### Teatro
| Año  | Título                   | Rol         | Notas           | Ref.             |
| ---- | ------------------------ | ----------- | --------------- | ---------------- |
| 2014 | Promoción                | Piero Rossi | Rol protagónico | [cita requerida] |
| 2017 | Sí, mi amor              | Guille      | Rol protagónico | [cita requerida] |
| 2022 | Amor, tenemos que hablar | Novio       | Rol protagónico | [ 18 ] [ 19 ]    |
| 2024 | El divorcio              |             | Rol protagónico | [ 24 ]           |

### YouTube
| Año       | Título     | Rol      | Notas       | Ref.  |
| --------- | ---------- | -------- | ----------- | ----- |
| 2012-2023 | #CosaSeria | Él mismo | Presentador | [ 8 ] |

## Discografía

### Con Jaime La Musike
- 2009: JLM[cita requerida]
- 2011: Homenaje a Perú[6]

### Con Parchís Argentinos
- 1996: Parchís Argentinos[cita requerida]
- 1998: Vacaciones con Parchís[cita requerida]
- 1999: Payasito[cita requerida]